# Христо Петков Ботев
Христо Петков Ботев – Дряновски, Ганчовеца е български хайдутин, четник на Хаджи Димитър и Стефан Караджа.
Христо Ботев е роден през 1838 г. и като образован и предприемчив българин става търговец в град Тулча, напуснал родния си край, девет годишен и става чирак при чичо си. През 1852 г., заедно със Стефан Караджа основават Тулчанският таен революционен комитет. Става четоводец на Тулчанската чета „Златна надежда“, която на 28 май 1867 г. тя се присъединява към четата на Панайот Хитов. Заедно с тази чета воюва до 4 август 1867 г., когато на път през град Княжевец минава в Сърбия и в Белград, където се записва във Втора българска легия. Тук е произведен, поради показаните достойнства в Първи офицерски чин.
След разтурянето на легията минава Дунава в нощта на 6 срещу 7 юли 1868 г. четата преминава вечерта с каик Дунав, в местността Янково гърло, в устието на Янтра, до с. Вардим  във Влашко става писар в четата на Хаджи Димитър и Стефан Караджа. Обединената чета води сражения в Балкана и при втората и битка срещу турците близо до село Горна Липница, Христо Ботев е тежко ранен край Дядоивановата корийка край село Патреш. За да не попадне в плен на потерята, Христо Петков Ботев изпива отрова и слага край на живота си.

## Памет
В село Ганчовец, в горната му част, съвсем близко до читалището, е издигнат паметник през 1988 г., на смятаният за най-бележит ганчовлия – въстаникът Христо Петков Ботев.